# Hermann III. Köppen
Hermann Köppen, auch: Koppe, († 3. Januar 1444 in Schwerin) war 1424 Archidiakon zu Waren, Kanonikus im Schweriner Domkapitel und 1429–1444 als Hermann III. Bischof im Bistum Schwerin.

## Leben
Nach dem Tode Bischof Heinrichs III. von Wangelin am 19. Juni 1429 wählte das Schweriner Domkapitel aus seiner Mitte den Kanonikus Hermann Köppen und Archidiakon von Waren zum neuen Bischof. Damit gab es auch im Schweriner Bistum einen bürgerlichen Bischof. Die Wahl fand nach dem 6. Juli 1429 statt. Als Priester gehörte er dem Schweriner Domkapitel als Kanoniker an.
Ob Hermann Köppen aus Uerdingen bei Krefeld im Erzbistum Köln stammte, scheint nicht sicher. Da die Nichte des Electen, Bertken Sornemes, Nonne im Kloster Rühn war, ist anzunehmen, dass er aus einer in Mecklenburg ansässigen Familie gleichen Namens stammte.
Hermann Köppen war Inhaber einer Vikarie an der Pfarrkirche zu Lüchow im Bistum Verden und wurde am 1. Februar 1397 von Papst Bonifaz von Rom auf Vorschlag des Klosters Rühn als Pfarrer in Frauenmark bei Crivitz eingesetzt.
Am päpstlichen Hof gab es gewisse Schwierigkeiten und die Wahl erklärte man für ungültig, da die Besetzung des Bischöflichen Stuhles für reserviert angesehen wurde. Doch der Kandidat des Schweriner Domkapitels wurde von Papst Martin V. am 14. Oktober 1429 noch providiert. Am 23. Oktober erhielt der Electus die Erlaubnis, die Bischofsweihe von jedem beliebigen katholischen Bischof zu empfangen. Ab 1. Dezember wurde der Titel electus confirmatus gebraucht, und am 2. Dezember sprechen die Römischen Aufzeichnungen wieder von einem Episcopus Zweriensis.
Die Amtsjahre Bischof Hermanns III. umfassten eine in mehrfacher Hinsicht schwierige Zeit. Seit 1431 tagte das Basler Konzil, auf dem der Lübecker Bischof Johannes VII. Schele eine bedeutende Rolle spielte. Unter dem 31. August 1433 wurden dem Bischof Hermann III. und seinem Domkapitel vom Konzil Conservatoren bestellt gegen die Gewalttaten weltlicher Machthaber, und es wurde befohlen, gegen sie einzuschreiten.
Bischof Hermann III. hatte am 18. April 1437 gemeinsam mit seinem zuständigen Erzbischof Balduin von Bremen in einer Stellungnahme und Beschlussfassung zu vier Desideraten des Konzils, einer Sammlung von Geldern und der Wahl der Prälaten betreffend, zugestimmt. Aber im Streit zwischen dem Konzil und dem Papst Eugen IV. hielt er sich als Bischof von Schwerin neutral.
Ebenso wie seine Mitbischöfe im deutschen Norden übernahm auch Bischof Hermann III. durch den vermittelnden Lübecker Bischof Johann Schele die Reformdekrete für sein Bistum.
Unruhen in der Stadt Rostock, die zur Verhängung kirchlicher Strafen und zum Auszug der Universität nach Greifswald führten, waren Auswirkungen des Basler Konzils. Bischof Hermann III. hatte am 3. Januar 1439 im Auftrag des inzwischen längst suspendierten Baseler Restkonziles den vom 27. November 1439 über die Stadt Rostock verhängten Bann aufgehoben. Zu dieser Zeit war in Basel schon Herzog Amadeus von Savoyen als Gegenpapst Felix V. gewählt worden.
Dass Bischof Hermann III. auch ein kirchlich positiv eingestellter Mann war, kann man aus vielen seiner Urkunden ersehen. Das Kloster Rühn, das ihn einst zum Pfarrer von Frauenmark vorgeschlagen hatte, verdankte ihm 1443 die Dotierung einer Vikarie am Altar Petri und Pauli der dortigen Klosterkirche für einen eigenen Beichtvater nicht unter 30 Jahren ... um das Ausreisen aus dem Kloster und anderer Ärgernisse und Seelengefahr zu wehren. Auch andere Klöster, wie Ribnitz und Neukloster durften sich besonderer Fürsorge erfreuen. Stiftungen zur Vermehrung und feierlichen Gestaltung des Gottesdienstes aus der Hand des Bischofs sind ebenso zu vernehmen, wie die Verordnung zu Fragen der Kirchenmusik. Besonders genannt wurden bei der Marienverehrung Stiftungen von Marienhoren und Votivmessen zu Ehren der Gottesmutter und Anweisungen zum Singen des Salve Regina in der Schweriner Kirche.
Als Verdienst Bischof Hermanns III. darf auch die am 14. Januar 1432 erfolgte Genehmigung zur Errichtung einer theologischen Fakultät an der Universität Rostock angesehen werden, deren zweiter Kanzler er war. Auch durch seine gute Verwaltungsführung kam es zu weiteren Entschuldungen bei den Kirchengütern.
Bischof Hermann III. starb am 3. Januar 1444 und wurde in Schwerin im Dom unter einen sehr breiten Stein, ganz abgesondert von den anderen Bischöfen, zur rechten Seite der Orgel begraben. Sein Grabstein ist, wie viele andere in der Kirche, verloren gegangen. Auch die Inschrift ist nicht überliefert.

## Siegel
Der Bischof Hermann III. Köppen führte im Siegel ein Marienbild mit dem Christuskinde in einer Nische, an dessen rechte Seite der bischöfliche Wappenschild hängt, auf welchem die untere Hälfte schraffiert ist. An der linken Seite der Nische hängt des Bischofs Familienwappen, ein aus dem untern Schildesrande aufwachsender Löwe unter einem mit drei Sternen oder Rosen belegten Schildeshaupte.
Die Umschrift lautet: S HERMANNI DEI GRA EPI ZWERINEN.